# Glossotrophia corrivularia
Glossotrophia corrivularia là một loài bướm đêm trong họ Geometridae.